# ایستگاه متروی باندز گرین
ایستگاه متروی باندز گرین (انگلیسی: Bounds Green tube station) یکی از ایستگاه‌های خط پیکدیلی متروی لندن است.
این ایستگاه که در منطقه هرینگی لندن قرار دارد در سال ۱۹۳۲ میلادی تأسیس شده است.